# Lijst van koningen van Saoedi-Arabië
De koning van Saoedi-Arabië is het staatshoofd van Saoedi-Arabië. Tevens is hij het hoofd van het Huis van Saoed, de koninklijke familie. Verder is de koning de Bewaarder van de twee Heilige Moskeeën, namelijk de Al-Masjid al-Haram in Mekka en de Moskee van de Profeet in Medina.

## Koningen van Saoedi-Arabië (1932-heden)
| Monarch | Monarch                                        | Regeringsperiode  | Regeringsperiode |
| ------- | ---------------------------------------------- | ----------------- | ---------------- |
|         | Abdoel Aziz al Saoed (1875-1953)               | 22 september 1932 | 9 november 1953  |
|         | Saoed bin Abdoel Aziz al Saoed (1902-1969)     | 9 november 1953   | 2 november 1964  |
|         | Faisal bin Abdoel Aziz al-Saoed (1906-1975)    | 2 november 1964   | 25 maart 1975    |
|         | Khalid bin Abdoel Aziz al-Saoed (1913-1982)    | 25 maart 1975     | 13 juni 1982     |
|         | Fahd bin Abdoel Aziz al-Saoed (1921-2005)      | 13 juni 1982      | 1 augustus 2005  |
|         | Abdoellah bin Abdoel Aziz al-Saoed (1924-2015) | 1 augustus 2005   | 23 januari 2015  |
|         | Salman bin Abdoel Aziz al-Saoed (1935)         | 23 januari 2015   | heden            |

Ibn Saoed ·
Saoed ·
Faisal ·
Khalid ·
Fahd ·
Abdoellah ·
Salman